# Oxyopes caboverdensis
Oxyopes caboverdensis är en spindelart som beskrevs av Schmidt och Krause 1994. Oxyopes caboverdensis ingår i släktet Oxyopes och familjen lospindlar. Inga underarter finns listade i Catalogue of Life.